# 水原綜合運動場
水原綜合運動場（：／）位於韓國京畿道水原市，由水原運動場、水原棒球場、水原室內體育館等附屬設施組成。

## 設施

### 水原運動場
水原運動場是一座多用途運動場，現主要舉行足球比賽。運動場落成於1971年，能容納11,808位觀眾。
運動場於1996年至2001年期間曾為水原三星藍翼的主場。

### 水原室內體育館
室內體育館於1963年建成，能容納5,145名觀眾。曾於1988年夏季奥林匹克运动会期間舉行手球項目比賽。

## 圖庫

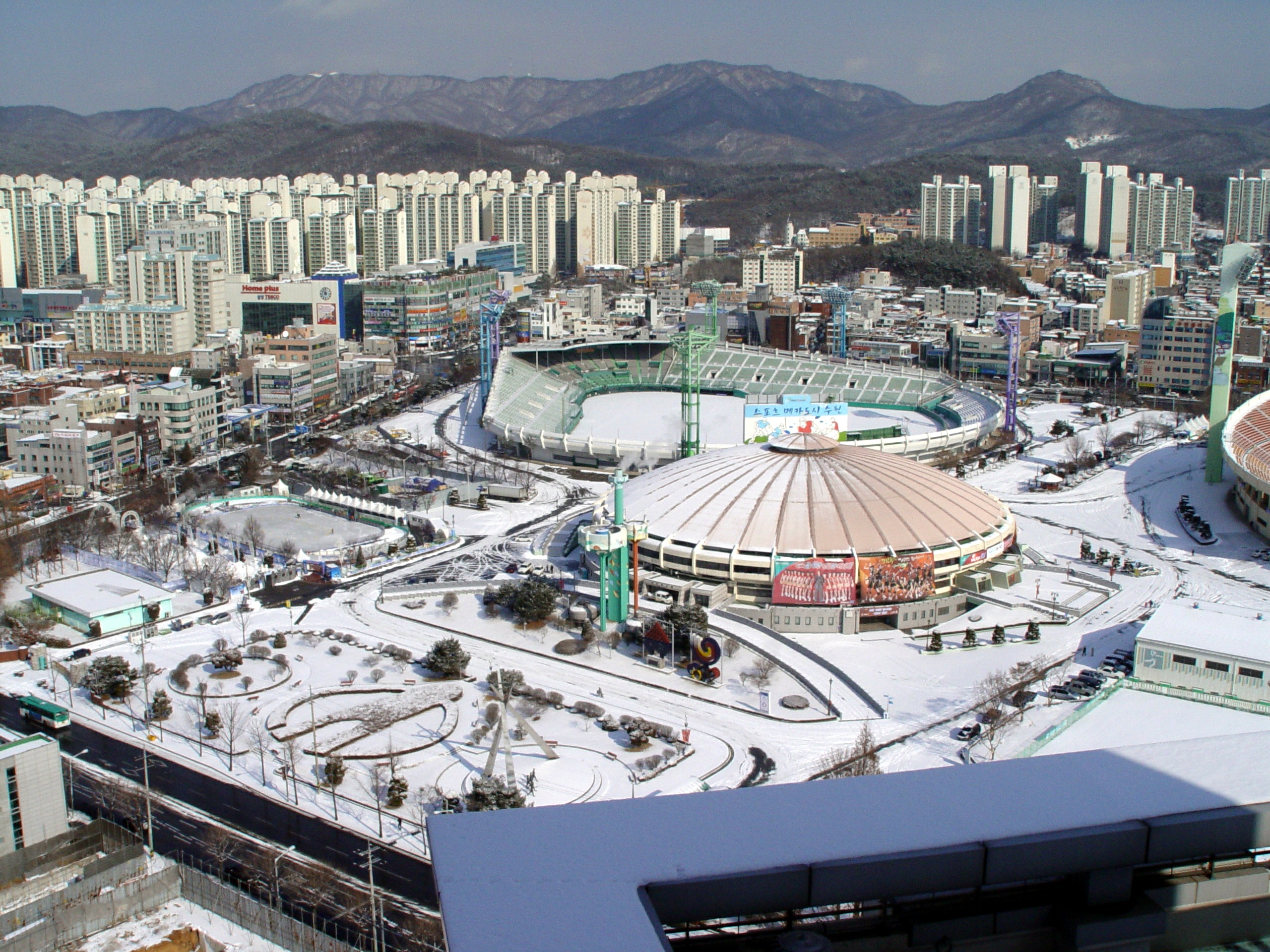
水原棒球場及室內體育館
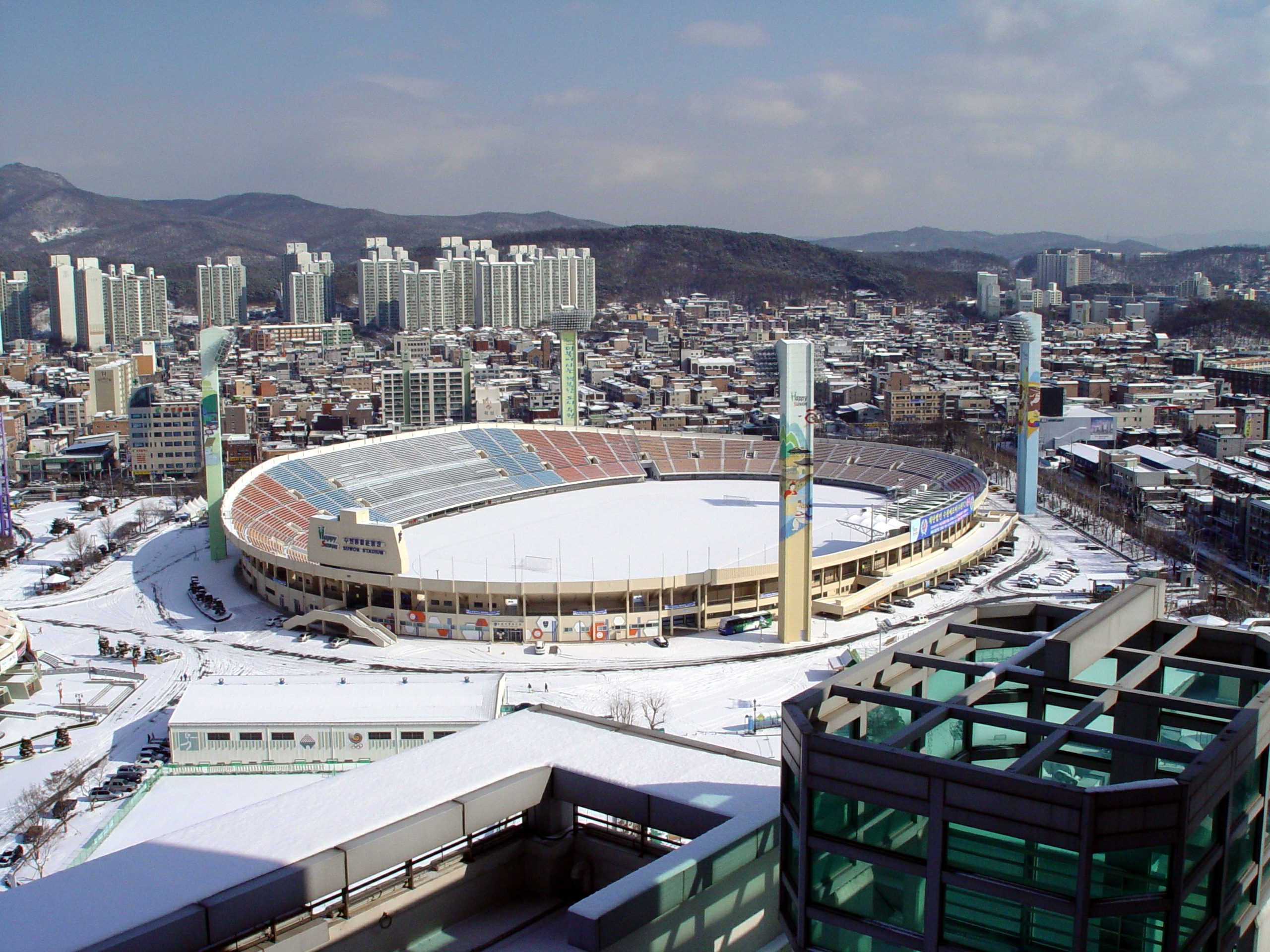
主運動場
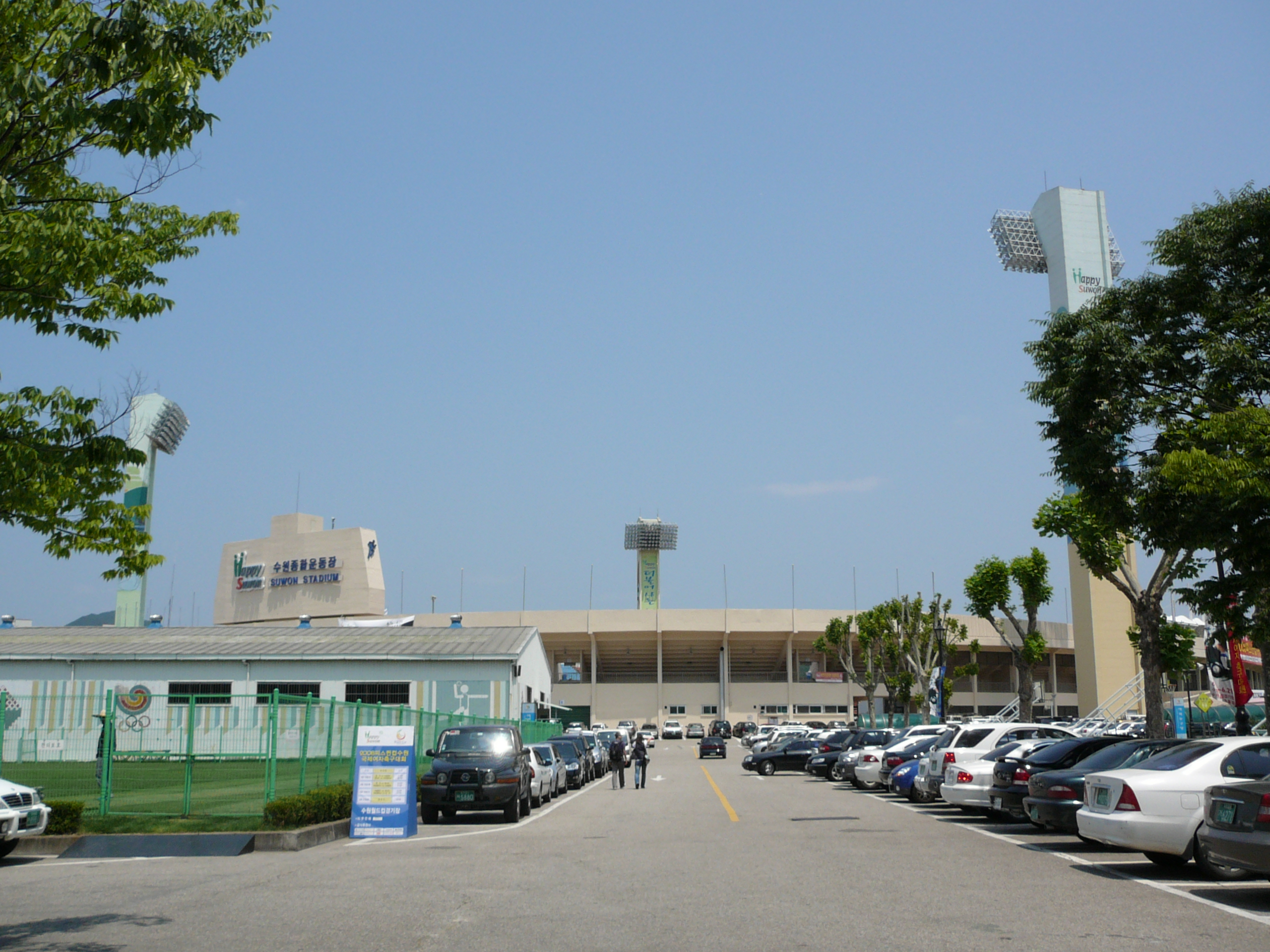
主運動場外觀
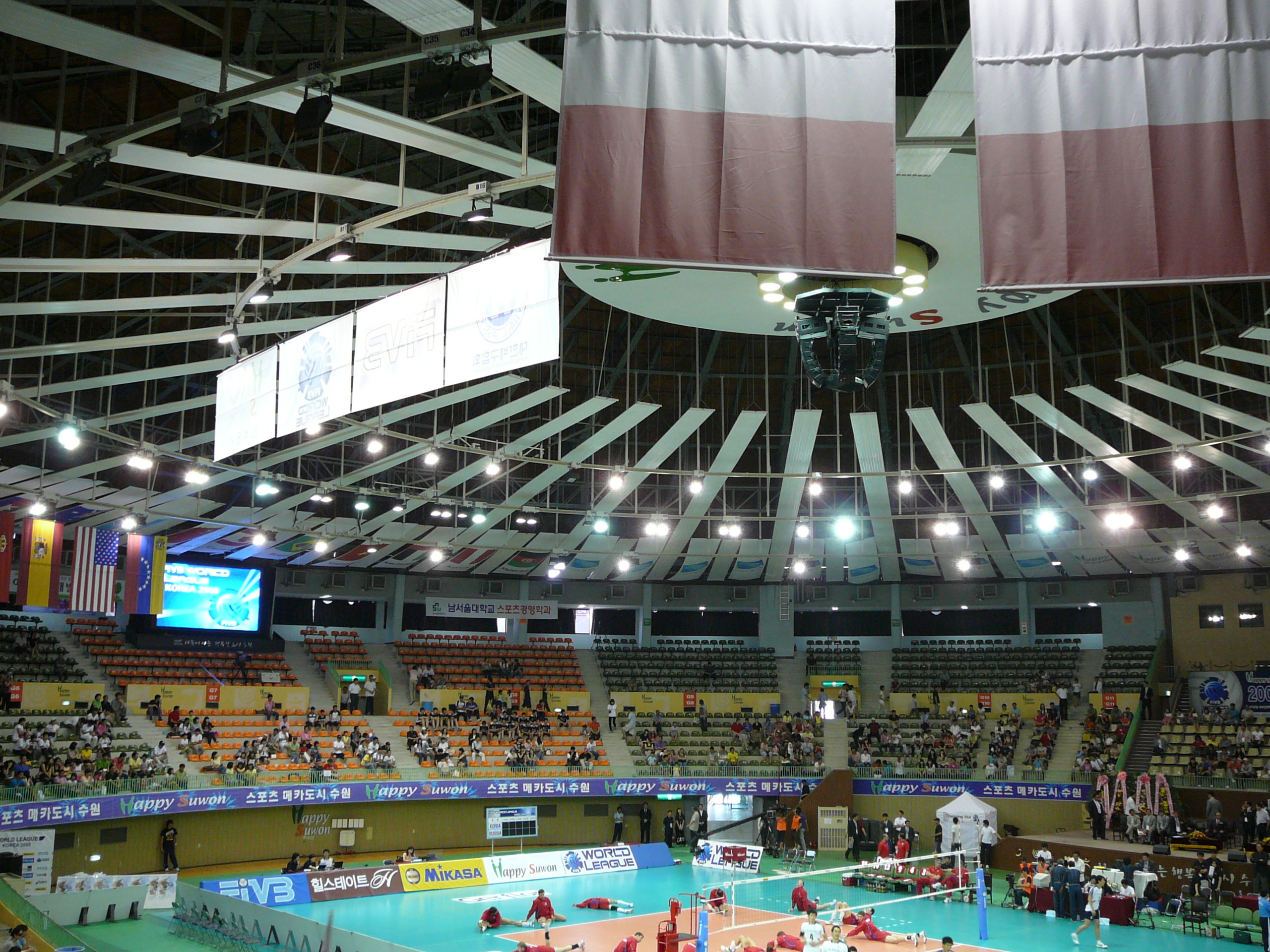
室內體育館內部
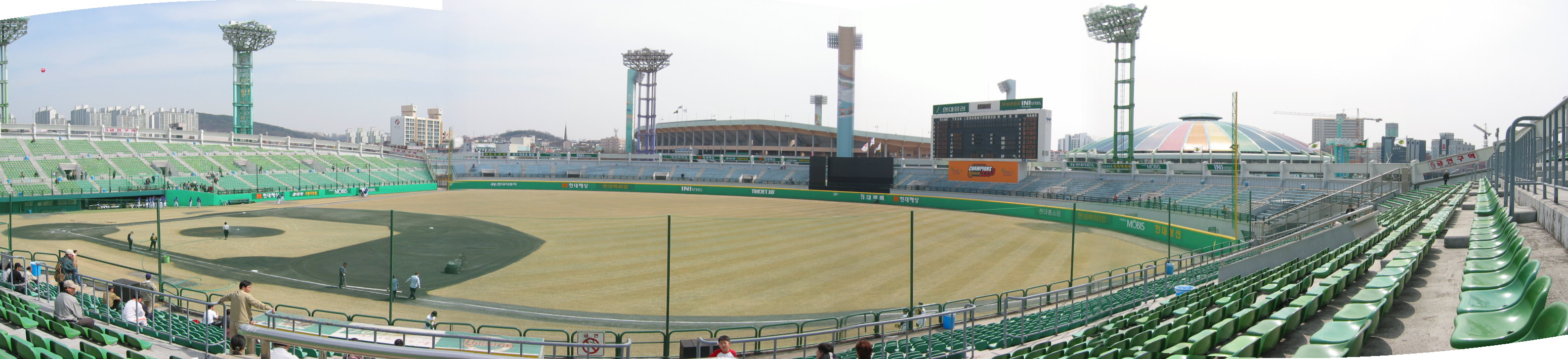
水原棒球場

## 外部連結
- 官方網站 （韓語）
- World Stadiums

| 前任： 法赫德國王體育場 利雅德 | 亞洲球會錦標賽 決賽場地 2001 | 繼任： 阿薩迪體育場 德黑兰 |